# Neuruppin
Neuruppin (pol. Rypin Nowy) – miasto w północno-wschodniej części Niemiec w kraju związkowym Brandenburgia, siedziba i największe miasto powiatu Ostprignitz-Ruppin. Położone około 60 km na północny zachód od Berlina nad jeziorem Ruppiner See.

## Historia

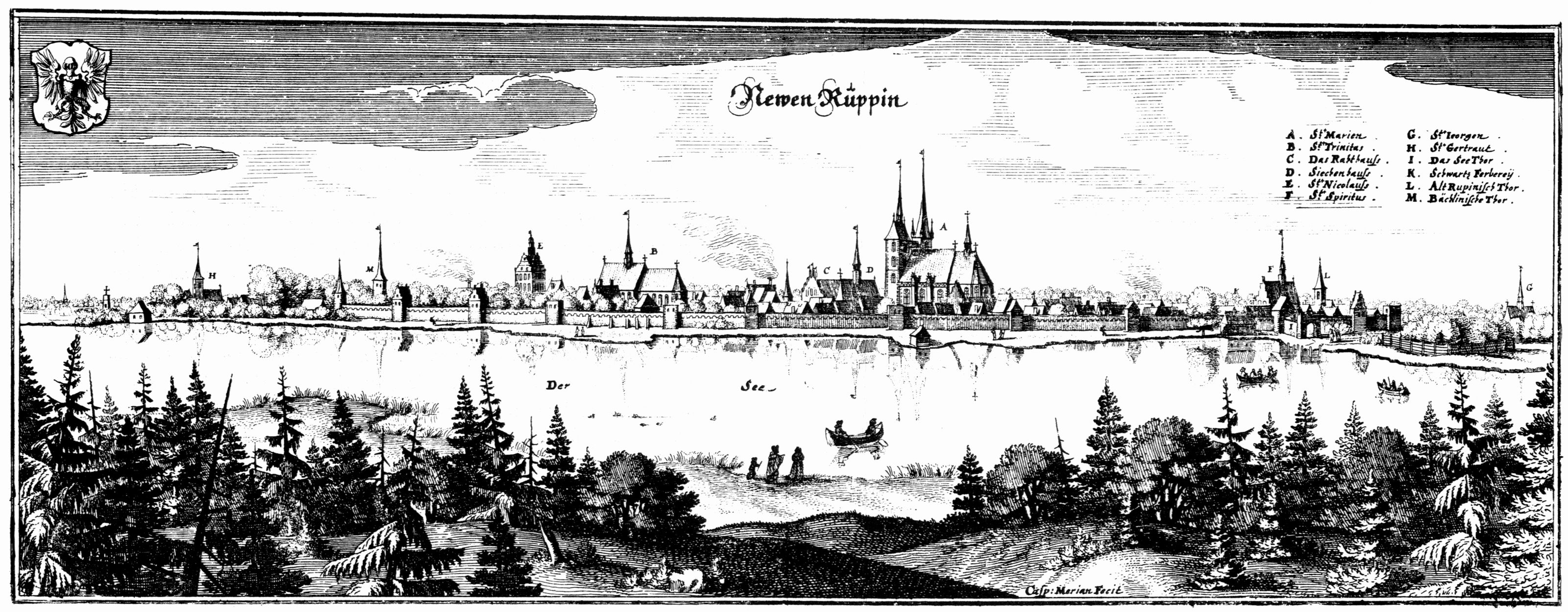
Neuruppin w XVII wieku

Miejscowość została założona w XIII wieku. Najstarsza wzmianka pochodzi z 1238 roku. Prawa miejskie od 1256. Do 1524 leżało w granicach państwa stanowego Ruppin, po czym zostało włączone w skład Marchii Brandenburskiej. Od 1685 w mieście osiedlali się francuscy hugenoci. Od 1688 Neuruppin było brandenburskim miastem garnizonowym. Od 1701 leżało w granicach Prus, a od 1871 Niemiec. W 1787 miasto strawił pożar, po którym zostało ono odbudowane w stylu klasycyzmu.
W latach 1949–1990 część NRD i miasto powiatowe w okręgu Poczdam. Po II wojnie światowej w mieście stacjonowały oddziały Zachodniej Grupy Wojsk ZSRR, które opuściły miasto w 1993 roku.

## Gospodarka
Najbardziej znany jest Neuruppin z produkcji gaśnic przeciwpożarowych, obecnie produkowane przez filię zagranicznego koncernu Johnson Controls. W mieście rozwinął się ponadto przemysł metalowy, elektroniczny, meblarski, poligraficzny oraz spożywczy.

## Osoby urodzone w Neuruppinie
- Karsten Brodowski - wioślarz
- Theodor Fontane - pisarz
- Carl Großmann - seryjny morderca
- Hermann Hoth - generał
- Tatjana Hüfner - saneczkarka
- Ulrich Papke - kajakarz
- Karl Friedrich Schinkel - architekt
- Ferdinand von Bredow - generał

## Współpraca
- Polska: Babimost
- Nadrenia-Palatynat: Bad Kreuznach
- Czechy: Nymburk
- Japonia: Niiza
- Włochy: Certaldo

## Odznaczenia
- 2015: Odznaka Honorowa „Za zasługi dla województwa lubuskiego”[4]

## Galeria

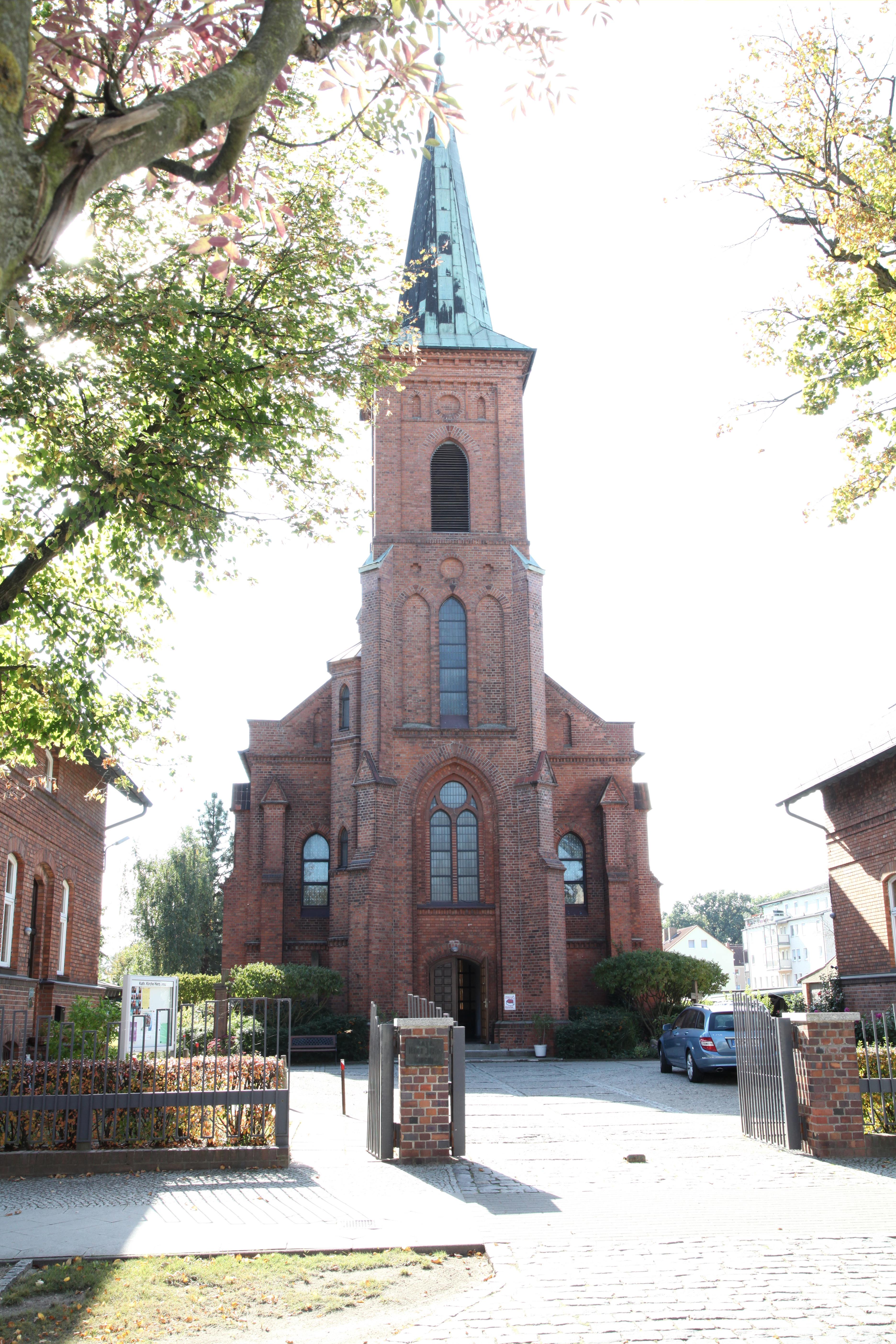
Kościół katolicki pw. Serca Jezusa
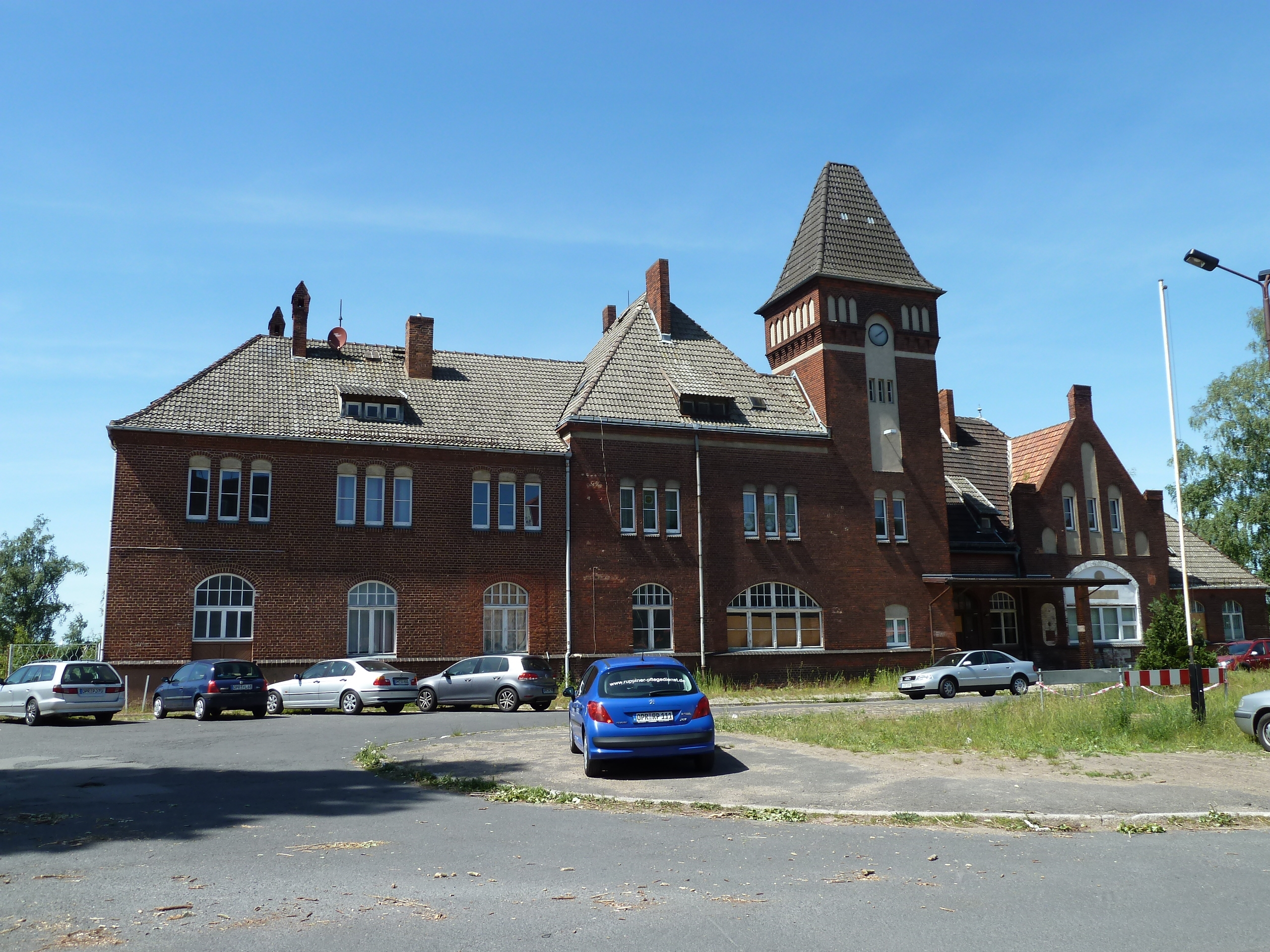
Dworzec kolejowy
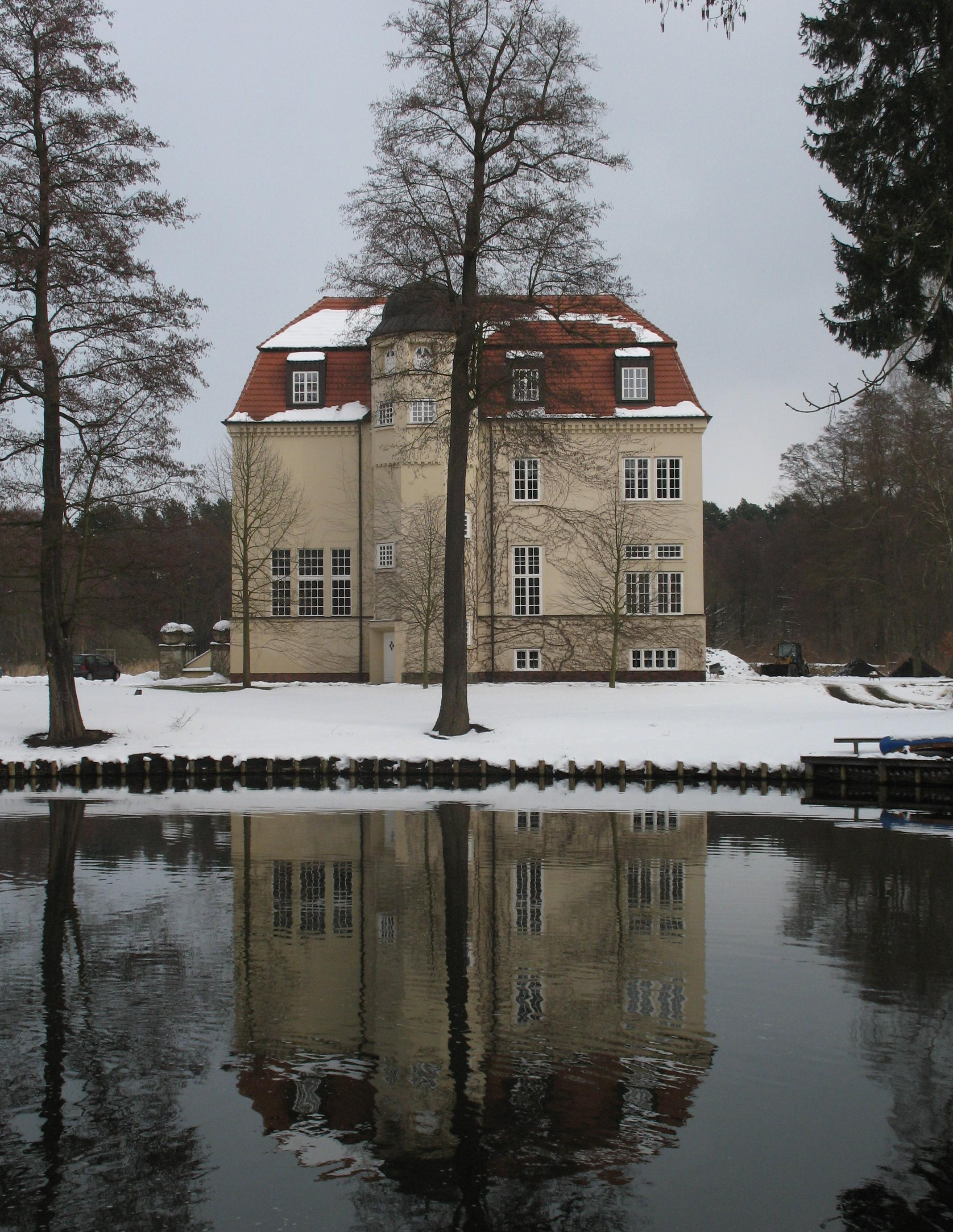
Neumühle
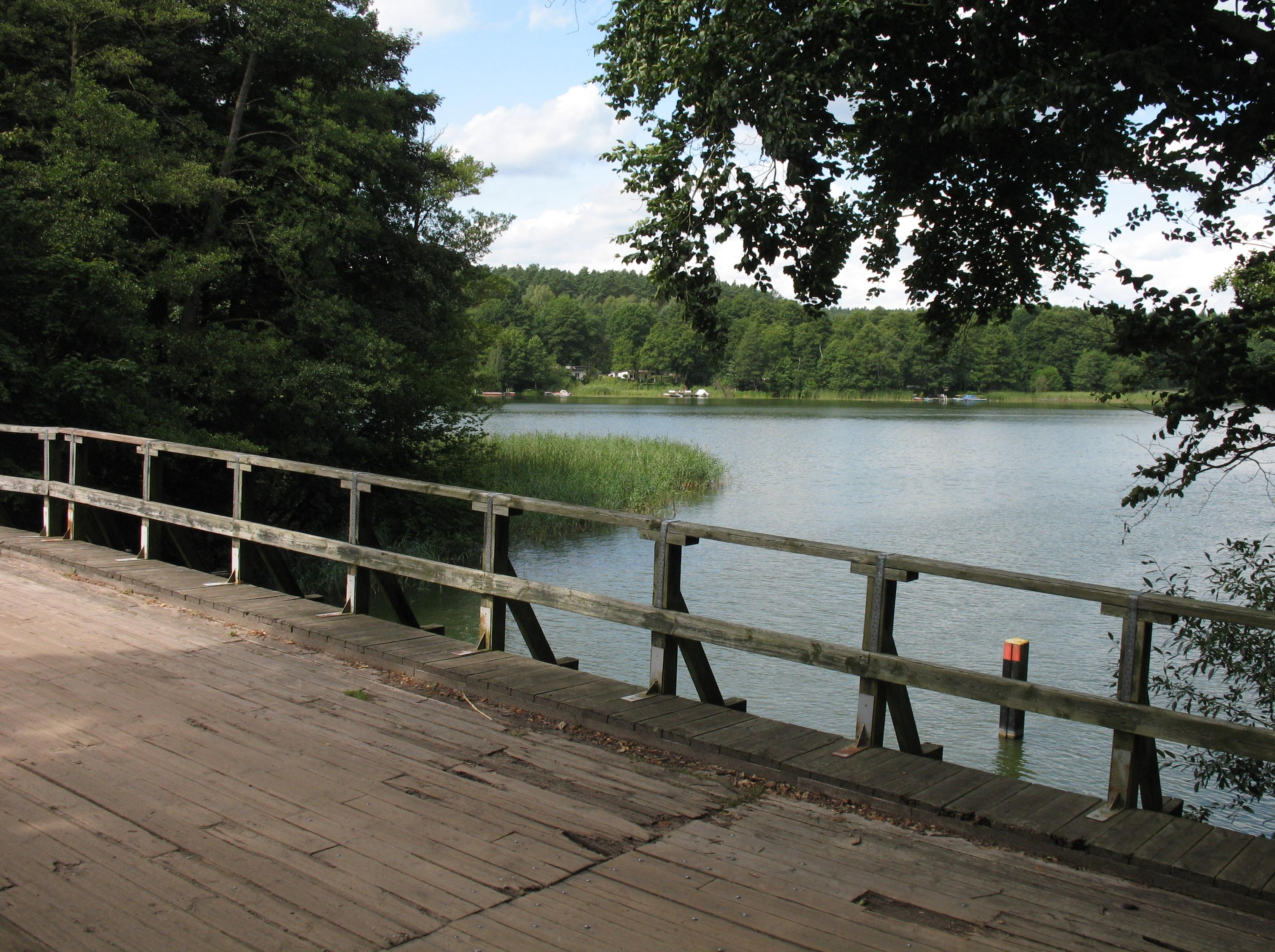
Jezioro w Zermützel
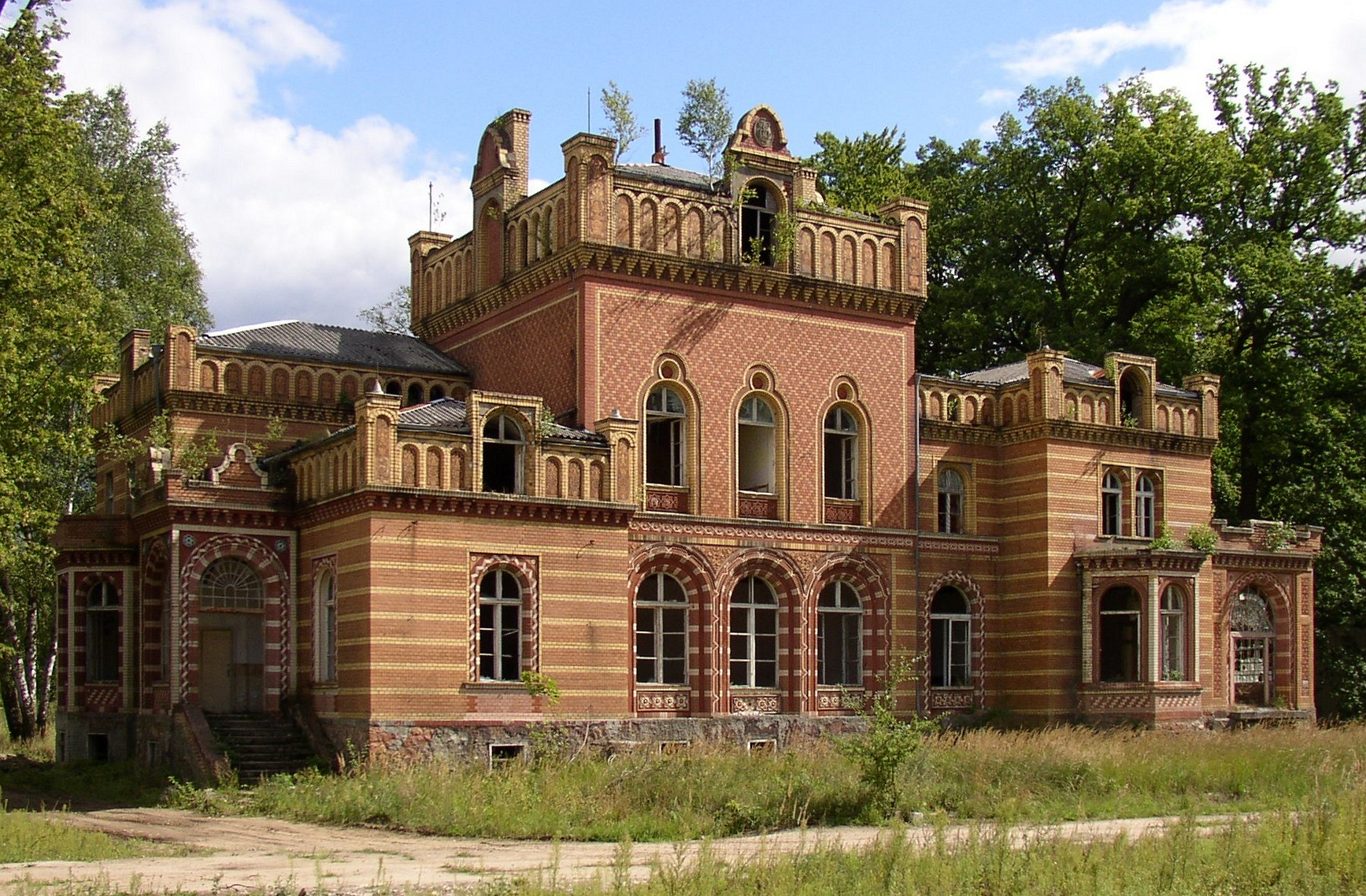
Opuszczony pałac w Gentzrode